# Operação Kikusui

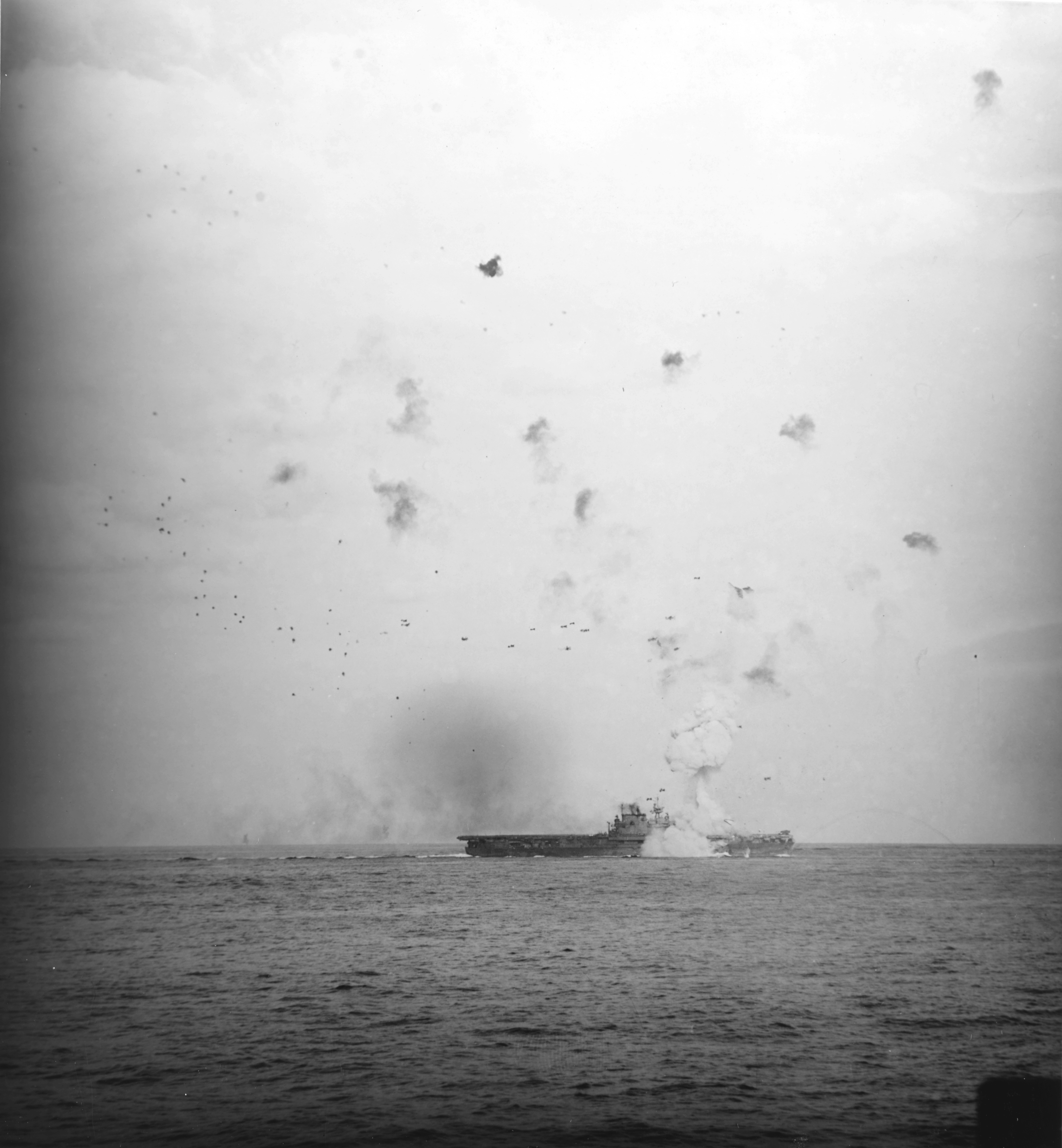
O USS Enterprise (CV-6), alvejado por kamikaze em 21 de maio de 1945

Operação Kikusui (em japonês: 菊水作戦, Kikusui sakusen, Okinawa, 6 de abril de 1945 — 22 de junho de 1945) foi o nome dado a uma série de 10 ataques aéreos suicidas kamikaze realizados pelas forças aérea e terrestre da Marinha Imperial Japonesa durante a Batalha de Okinawa, visando paralisar a frota das Forças Aliadas nas águas próximas à província de Okinawa, durante a Segunda Guerra Mundial.
Os kamikaze, que veneravam o lendário guerreiro Kusunoki Masashige (em japonês: 楠木 正成) por acreditarem ser possuidor das virtudes que eles próprios deveriam ter – lealdade, coragem e devoção, e por saberem que morreriam pelo Imperador assim como ele, transformaram o brasão da família do samurai — o crisântemo (em japonês: 菊, kiku) — em seu próprio emblema icônico para representar a campanha kamikaze, cujo nome, kikusui, traduz-se para crisântemo na água.

## Antecedentes
Após a perda das Ilhas Marianas para as forças americanas, o Japão viu sua moral declinar abruptamente e sua posição estratégica se deteriorar. A captura de Saipã e Tiniã em 1944 resultou na destruição de bases importantes e na redução das capacidades de defesa do Império Japonês, que se viu enfrentando um cerco crescente, em que as forças americanas empregaram bases localizadas nestas ilhas para lançar ataques aéreos e navais.
Depois da invasão de Okinawa, em abril de 1945, a situação se agravou, com o local se tornando um ponto estratégico crucial para o rápido avanço dos aliados em direção ao Japão Continental. As forças japonesas restantes resistiam em fortificações subterrâneas, e lutavam empregando a doutrina de defesa em profundidade, em uma vã tentativa de compensar suas desvantagens numérica e de poder de fogo.
As defesas japonesas, embora fortificadas, eram insuficientes diante do poderio militar dos EUA, que contava com um impressionante arsenal de artilharia e aeronaves. O 32º Exército, encarregado da defesa de Okinawa, enfrentava severas limitações em termos de recursos e efetivos, com muitas de suas unidades já dizimadas. Além disso, a moral das tropas estava em completo declínio, exacerbada pelas pesadas perdas sofridas em batalhas anteriores.
Neste contexto, a Operação Kikusui emergiu como uma resposta desesperada. Os líderes militares japoneses já não alimentavam ilusões quanto à capacidade da Marinha Imperial Japonesa e do Exército Imperial Japonês de conterem os avanços aliados, e acreditavam que, ao lançar ataques kamikaze, poderiam causar danos significativos à frota americana — fazendo com que perdessem entre um terço e metade de suas embarcações — e, potencialmente, influenciar o curso da batalha e também forçar negociações políticas para provocar o final da guerra, ou ganhar tempo.
A deflagração da operação também foi uma forma de manter a moral entre as tropas e a população japonesa, simbolizando a determinação de lutar até o fim. Assim, a Operação Kikusui não era apenas uma estratégia militar, mas também uma manifestação da ideologia de sacrifício e resistência que permeava o pensamento japonês na época.

## Batalhas

### Operação Kikusui 1
A Operação Kikusui I, iniciada em 6 de abril de 1945, foi a maior ofensiva kamikaze da Segunda Guerra Mundial, envolvendo quase 700 aeronaves, sendo 355 destas kamikazes, ao longo de dois dias. Embora em seu planejamento original estivesse previsto o uso de mais força, a operação foi adiada, e executada com apenas metade da força original, devido à perda de aeronaves em ataques anteriores realizados pela Força-Tarefa Aliada 38. O principal objetivo desta primeira operação foi infligir o máximo de danos à frota americana, causando não apenas perdas materiais, mas também desmoralizando seu efetivo.
Durante os dois dias de combate, os ataques resultaram em significativos danos a vinte e seis navios da frota americana, com três deles afundando, os contratorpedeiros Colhoun (DD 801) e Bush (DD 529), e também o navio de apoio às operações anfíbias LST 447. O contratorpedeiro Newcomb (DD 586) foi um dos navios mais severamente afetados, enfrentando uma série de ataques kamikaze que resultaram em grandes explosões e incêndios devastadores a bordo. Apesar da presença de caças e um sistema de patrulha aérea que conseguiu derrubar muitos dos aviões atacantes, a magnitude do ataque foi tão grande que muitos kamikazes conseguiram infiltrar as defesas e atingir seus alvos.
Os ataques também danificaram consideravelmente as embarcações Leutze (DD 481), Morris (DD 417), Mullany (DD 528),Witter (DE 636), Rodman (DMS 21), Defense (AM 317), Bennett (DD 473), além do porta-aviões San Jacinto, mas a única perda adicional, de fato, acabou sendo o navio de munições Hobbs Victory. O contratorpedeiro Emmons (DMS 22) afundou depois de ser atingido por múltiplos impactos, resultando em pesadas baixas entre sua tripulação, com 64 mortos e 71 feridos. Outros navios, como o USS Maryland (BB-46) e o porta-aviões Hancock, também sofreram grandes quantidades de danos.

### Operação Kikusui 2
A Operação Kikusui 2 começou em 12 de abril de 1945. Ao longo de dois dias, 185 kamikazes, dos quais dois terços eram provenientes da Marinha Imperial Japonesa, realizaram ataques. Os japoneses utilizaram diversos tipos de aeronaves, incluindo bombas Ohka. A maioria dos ataques concentrou-se nas estações de radar, com o contratorpedeiro Mannert L. Abele sendo o único navio afundado por um ataque com Ohka.
Os kamikazes causaram danos significativos a embarcações, afetando os contratorpedeiros Cassin Young e Purdy, e afundando o navio anfíbio LCS(L)-33. O contratorpedeiro foi atingido por um Ohka, que atravessou o navio e explodiu do outro lado. O contratorpedeiro Rall e o lança-minas Lindsey também foram atacados, sofrendo danos e baixas. Além de atacarem estações de radar, os kamikazes também atingiram a praia de Hagushi e o grupo de bombardeio, danificando o contratorpedeiro Zellars e o couraçado Tennessee, entre outras embarcações.  O navio anfíbio LCS(L) 57 também sofreu danos e teve que retornar a Okinawa.

### Operação Kikusui 3
A Operação Kikusui 3 começou em 16 de abril de 1945, envolveu 165 aeronaves e seguiu um padrão semelhante à Kikusui 2, com foco nas estações de radar. Durante a operação, 11 navios foram atingidos. O contratorpedeiro Wilson (DD 408) enfrentou um ataque, resultando em cinco mortos e três feridos, mas com danos mínimos. A LCI(G) 407 também sofreu um ataque de uma aeronave, que causou danos leves. O Bowers (APD 40), que estava em patrulha, foi atingido por duas aeronaves, resultando em 48 mortos e 56 feridos, incluindo seu comandante.
O Harding DMS 28 conseguiu derrubar uma das aeronaves, mas ainda assim sofreu danos. O Taluga (AO 62) escapou de uma explosão devastadora quando um kamikaze atingiu seu convés, ferindo doze homens. Os porta-aviões USS Intrepid (CV-11) e USS Missouri (BB-63) também sofreram ataques, resultando em dez mortos e 87 feridos, além de danos significativos a 40 aeronaves.
A estação de piquete de radar 1 sofreu um dos ataques mais intensos do dia, com os navios Laffey (DD 724), LCS(L) 51 e LCS(L) 116 sendo atingidos, resultando em 43 mortos e 84 feridos. O Laffey teve que ser rebocado após sofrer severos danos. O Pringle DD 477 foi afundado em um ataque, resultando em 65 mortos e 110 feridos. No total, a operação foi extremamente custosa, com 171 mortos e 299 feridos entre as forças americanas.

### Operação Kikusui 4
A Operação Kikusui 4 ocorreu em 27 e 28 de abril de 1945, envolvendo 115 kamikazes e suas aeronaves de apoio atacando os navios americanos em Okinawa. Embora com um número de vítimas significativamente meno do que as operações anteriores, ela obteve relativo sucesso, ao afundar o navio de munições Canada Victory, o que resultou na morte de três homens e em danos significativos. O Rathburne (APD 25) também foi atacado mas, apesar de ter sofrido danos, conseguiu retornar para reparos. O Ralph Talbot (DD 390) foi atingido por dois kamikazes, resultando em cinco mortos e nove feridos.
No dia 28, as embarcações LCS(L) 37 e 40 enfrentaram ataques, com a primeira sofrendo danos consideráveis, mas nenhuma fatalidade. A embarcação de transporte de evacuação Pinkney (APH 2) e os navios-hospital Comfort (AH 6) e Solace foram atingidos, resultando em mais de 60 fatalidades devido aos ataques aéreos. As estações de patrulha radar também enfrentaram ataques, com o Aaron Ward (DM 34).

### Operação Kikusui 5
A Operação Kikusui 5 ocorreu entre os dias 3 e 4 de maio de 1945, e utilizou 125 kamikazes, sendo 75 deles da Marinha Imperial Japonesa, e 50 do Exército Imperial Japonês. Esta operação seguiu parte do padrão das operações anteriores, ao se concentrar em navios que estavam nas estações de piquete de radar. A Kikusui 5 foi a operação a provocar o maior número de baixas desde Kikusui 3, com três contratorpedeiros e três navios de assalto anfíbios afundados durante sua execução.
Durante a patrulha na estação de piquete de radar 9, o contratorpedeiro Bache e outras embarcações enfrentaram ataques aéreos. O Bache e o Macomb sofreram danos, com o Macomb contabilizando quatro mortos, três desaparecidos e quatorze feridos após ser atingido por um kamikaze. Na estação de piquete de radar 10, os navios Aaron Ward e Little foram atacados, sendo que o primeiro foi gravemente danificado por múltiplos ataques, resultando em muitos mortos e feridos. O Little acabou afundando após ser atingido por quatro kamikazes, com trinta mortos e setenta e nove feridos.
O asslto anfíbio LSM(R) 195 foi atacado e afundou, resultando em mais mortos e feridos. As embarcações anfíbias LCS(L) 25 e 83 tentaram ajudar, mas também sofreram danos. No total, o dia foi desastroso para os aliados, totalizando quarenta e cinco mortos e quarenta e nove feridos no Aaron Ward. Durante a noite de 3 para 4 de maio, o contratorpedeiro Morrison foi afundado, depois de ter sido atacado por múltiplos kamikazes. O anfíbio LSM(R) 194 também foi afundado sob ataques. Na estação de piquete de rádio 2, o Lowry (DD 770) foi atacado, resultando em duas mortes e vinte e três feridos.

### Operação Kikusui 6

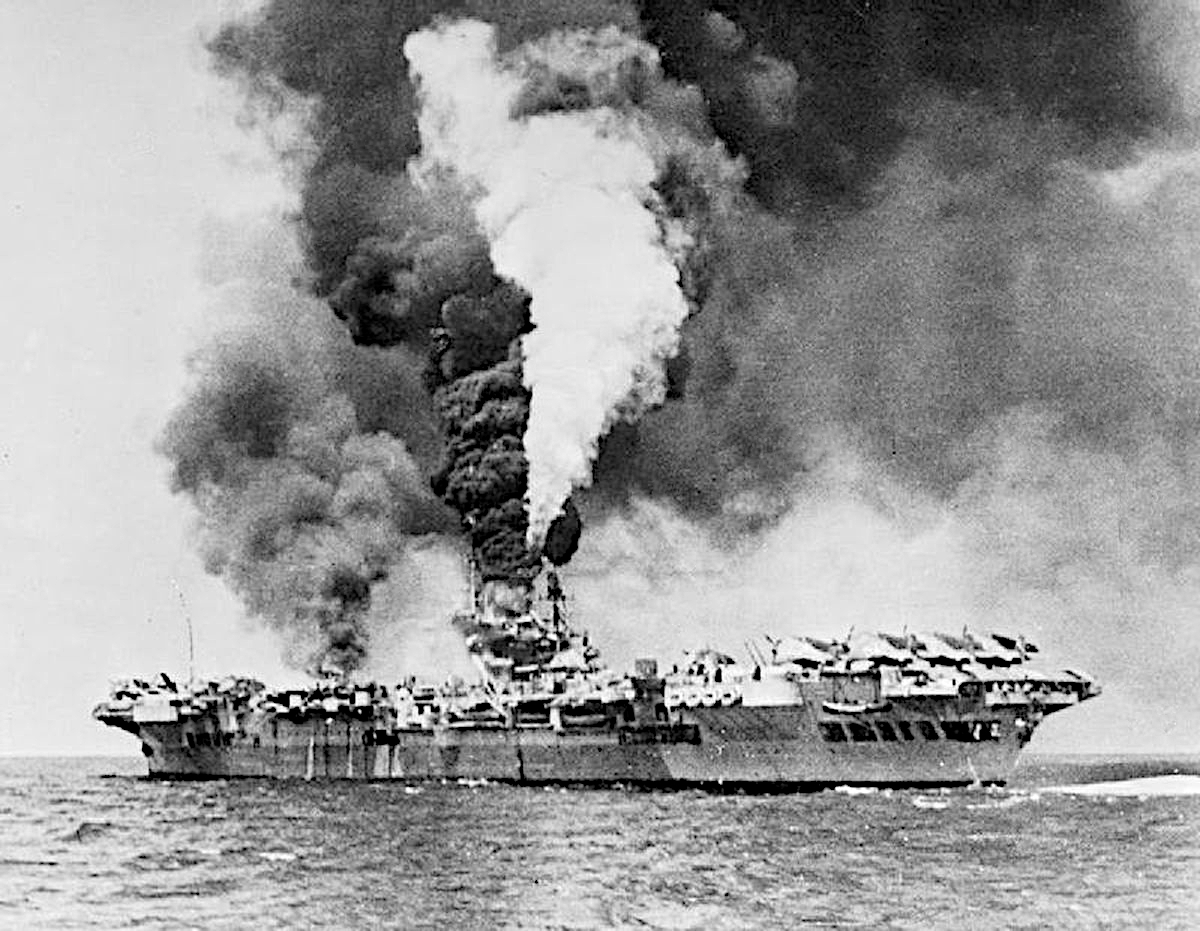
O porta-aviões HMS Formidable, em chamas após ataques kamikaze

A Operação Kikusui 6 começou no dia 10 de maio de 1945, e foi até o dia seguinte. A operação contou com 70 kamikazes da Marinha e 80 do Exército. Assim como na operação anterior, esta seguiu parcialmente o padrão de se concentrar em navios nas estações de radar.

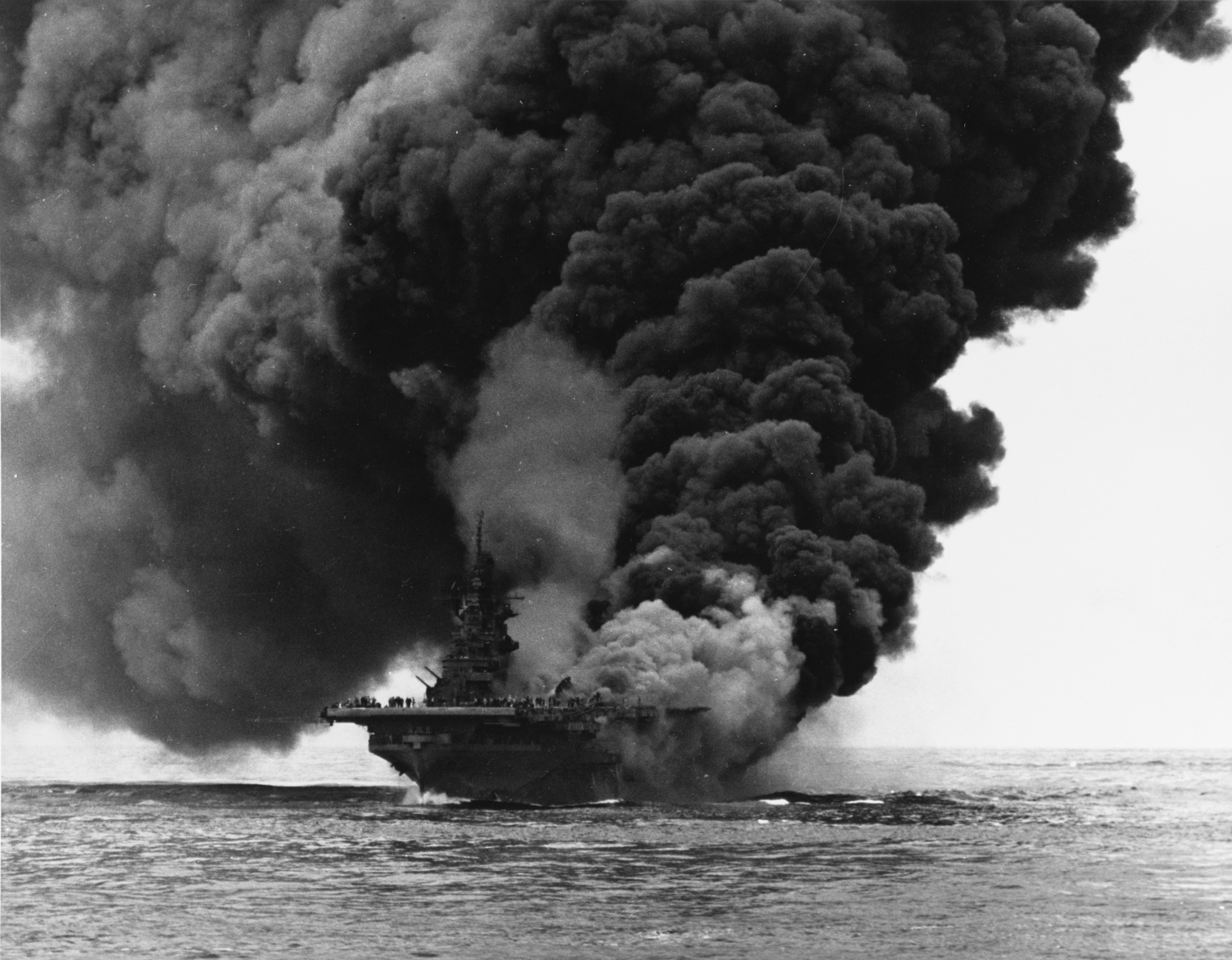
O USS Bunker Hill, após ter sido atingido por kamikazes nas proximidades de Okinawa, em 11 de maio de 1945

Seis navios patrulha foram danificados durante a Operação Kikusui 6, incluindo o contratorpedeiro Hugh W. Hadley. Atingido por um Ohka, ele conseguiu retornar à Costa Oeste, mas, no estaleiro, acabou sendo descartado como perda total em outubro de 1945.
Os porta-aviões Bunker Hill e Enterprise foram danificados por kamikazes. O ataque ao Bunker Hill resultou no maior número de baixas de qualquer ataque kamikaze na Segunda Guerra Mundial, vitimando fatalmente 396 homens e ferindo outros 264. Os dois aviões que atacaram Bunker Hill faziam parte de um total de trinta e sete aeronaves que partiram das bases em Kanoya e Kokubu, em Quiuxu. A primeira aeronave, pilotada por Yasunori Seizo, atacou o navio, lançando sobre ele uma bomba de 250 kg (550 lb) antes do impacto, que causou mortes e ferimentos devido à explosão. A segunda aeronave, pilotada por Kiyoshi Ogawa, foi atingida antes de colidir com o navio, e sua bomba, de igual proporção, provocou a abertura de um buraco com diâmetro aproximado de 15 metros (cinquenta pés) no convés, afetando três andares abaixo do convés de voo. O porta-aviões Bunker Hill foi danificado de forma grave o suficiente para que, mesmo após o término da guerra, ainda estivesse em reparo. Já o porta-aviões Enterprise terminou seus reparos em agosto.
Ao sul, cobrindo Sakishimo Gunto, o TF57 se tornou o foco das atenções. O HMS Formidable e o HMS Indomitable foram atingidos por kamikazes em 4 de maio, enquanto o HMS Victorious foi atingido em 9 de maio. Em todos esses casos, os conveses de voo blindados dos porta-aviões britânicos evitaram danos sérios, embora o Formidable tenha tido que se retirar para reabastecer seu grupo aéreo, que foi amplamente destruído no convés por um ataque kamikaze.

### Operação Kikusui 7
A Operação Kikusui 7 aconteceu entre 24 e 25 de maio de 1945, com a participação de 165 kamikazes, que conseguiram afundar, paralisar ou danificar 13 navios. Os ataques foram executados em pequenos grupos: voando baixo, a maioria dos kamikazes conseguiu evitar os radares, e alguns alcançaram a área de apoio de fogo. Pouco depois da meia-noite de 25 de maio, dois pilotos kamikazes atingiram o contratorpedeiro de transporte Barry APD 29, resultando em incêndios severos e a necessidade de abandonar o navio, com trinta feridos. Posteriormente, o navio teve que ser desativado e reaproveitado como chamariz para os kamikazes. No início da manhã do mesmo dia, a embarcação O’Neill DE 188 foi atacada por um avião, que causou ferimentos em 16 membros da tripulação, embora o dano ao navio tenha sido leve.
O navio William C. Cole (DE 641) foi atacado duas vezes: em um dos ataques, um avião kamikaze quase colidiu com o navio, mas a tripulação conseguiu derrubá-lo antes que causasse danos significativos. Já o cargueiro Segundo Ruiz Belvis, ancorado em Ie Shima, teve uma sorte semelhante ao ser alvo de um kamikaze que foi abatido a 90 metros do navio, resultando em danos mínimos e sem vítimas.
Da manhã até o início da tarde, ocorreram ataques pesados, afundando o navio de assalto anfíbio LSM-135 e o transporte de alta velocidade Bates, e também causando danos a três contratorpedeiros, dois navios de escolta e dois contratorpedeiros de escolta, dois contratorpedeiros de transporte rápido, dois navios de guerra de minas e um Large Surface Combatant da Marinha dos Estados Unidos. Nenhuma dessas embarcações pesava mais do que 2.200 toneladas, e todas foram facilmente substituídas pelos aliados.
O navio patrulha Stormes (DD 780), patrulhando estação de piquete de radar 15, foi atingido por um kamikaze que causou danos severos, incluindo a destruição de um grande número de torpedos e uma explosão no depósito de munições. A tripulação conseguiu controlar o incêndio e inundação.
A embarcação Spectacle (AM 305) foi atingida enquanto realizava reparos e sofreu danos graves, resultando em 29 mortos e 6 feridos. O navio Roper (APD 20) também foi impactado por uma aeronave kamikaze, causando uma explosão que deixou um morto e dez feridos. O Bates (APD 47) foi atacado por vários aviões, e sofreu danos significativos que causaram seu afundamento, resultando em 21 mortos e 35 feridos.

### Operação Kikusui 8
A Operação Kikusui 8 ocorreu nos dias 27 e 28 de maio de 1945, e envolveu 110 kamikazes, divididos quase que igualmente entre aeronaves da Marinha Imperial Japonesa e do Exército Imperial Japonês. O ataque inicial se deu sobre a Quinta Frota, e terminou tendo como alvo a Terceira Frota.  Durante essa operação, o navio patrulha Braine (DD 630), que patrulhava a estação de piquete de radar 5, foi severamente atacado por várias aeronaves. Depoius da retirada da cobertura aérea devido ao mau tempo, a embarcação acabou sendo atingida por dois kamikazes, causando danos severos e incêndios que dividiram o navio em três partes, complicando os esforços de comunicação e resgate. A tripulação enfrentou a ameaça de tubarões enquanto tentava salvar os sobreviventes.
Outro navio, o Loy (APD 56), foi atingido por um kamikaze durante uma patrulha noturna, resultando em danos moderados e três mortos. O Rednour (APD 102) também foi atacado, sofrendo um impacto que provocou a abertura de um buraco no convés e incêndios que foram rapidamente controlados, mas resultaram em três mortes e treze feridos. O Dutton (AGS-8), um navio hidrográfico, foi atacado, mas conseguiu evitar danos significativos, embora um membro da tripulação tenha desaparecido. O anfíbio LCS(L) 52 também enfrentou ataques, resultando em um homem morto e vários feridos. A situação se agravou quando o navio Drexler (DD 741), depois de ter sofrido um ataque de kamikaze, foi afundado, resultando em 158 mortos e 51 feridos.

### Operação Kikusui 9
A Operação Kikusui 9 ocorreu entre 3 e 7 de junho de 1945, e envolveu apenas 50 kamikazes, sendo 20 da Marinha e 30 do Exército. A operação falhou completamente, com todos os aviões sendo abatidos pelo fogo de cobertura aérea ou antiaérea.
O navio LCI(L) 90, ancorado em Chimu Wan, foi atingido por uma aeronave que, ao mudar seu alvo de um acampamento para a embarcação, causou danos significativos e deixou um morto e sete feridos. No dia 5 de junho, o couraçado USS Mississippi (BB-41) e o cruzador USS Louisville (CA-28) foram atacados por dois aviões, sendo que o primeiro sofreu danos leves, com um homem morto e oito feridos, enquanto que o segundo teve danos mais sérios, resultando em oito mortos e trinta e sete feridos. Em 6 de junho, o navio J. William Ditter (DM 31) foi atacado por kamikazes, ocasionando danos severos e dez mortos, enquanto que o navio Harry F. Bauer (DM 26) conseguiu abater uma aeronave, que caiu a 1800 metros de distância.
O navio Natoma Bay (CVE 62) foi atingido por kamikazes em 7 de junho, resultando em um morto e quatro feridos. O contratorpedeiro Anthony (DD 515), em patrulha, também foi atacado e sofreu danos leves quando uma aeronave kamikaze explodiu sobre ele, lançando destroços em chamas. Cinco de seus homens foram jogados ao mar, sendo posteriormente resgatados.
A operação culminou em ataques a outros navios, incluindo o William D. Porter (DD 579), afundado após um ataque, mas sem perdas de vidas. A embarcação de transporte anfíbio LCS(L) 122 também foi atingida, resultando em onze mortos e vinte e nove feridos.

### Operação Kikusui 10
A Operação Kikusui 10, realizada entre 21 e 22 de junho de 1945, teve resultados pouco mais bem-sucedidos que sua antecessora, envolvendo 45 kamikazes. As forças japonesas reconheciam que suas operações estavam se esgotando e começavam a reservar seus ataques especiais para a esperada invasão das ilhas principais do Japão.
No dia 22, o Ellyson (DMS 19) foi atacado por uma aeronave que caiu muito próxima de sua proa, resultando em um morto e quatro feridos, mas sem danos significativos ao navio. Também neste mesmo dia, o navio LSM 213 foi atingido enquanto estava na Baía de Kimmu, sofrendo sérios danos e tendo três mortos e oito feridos. O navio LST 534, na Baía de Nakagusuku, foi atingido por uma aeronave kamikaze que causou danos ao seu casco, e que culminou com três mortos e trinta e cinco feridos.
Depois desta décima operação, ataques esporádicos ainda ocorreram em julho e agosto de 1945, com o último deles registrado a 13 de agosto, quando dois kamikazes conseguiram danificar o transporte de ataque La Grange na Baía de Buckner. Após a rendição do Japão, as emoções entre os militares japoneses foram mistas. Vários altos oficiais, como o Vice-Almirante Matome Ugaki, enfrentaram um dilema moral sobre a rendição. Antes de receber a ordem oficial de cessar-fogo, Ugaki levou a cabo uma missão kamikaze, ressaltando a sua determinação, bem como a de muitos, em continuar a luta até o fim.

## Campanha Kamikaze durante a Batalha de Okinawa
| Missão                      | Data (1945)      | Ataques da MIJ | Ataques do EIJ | Total de Ataques |
| --------------------------- | ---------------- | -------------- | -------------- | ---------------- |
| Kikusui 1                   | 6 e 7 de abril   | 230            | 125            | 355              |
| Kikusui 2                   | 12 e 13 de abril | 125            | 60             | 185              |
| Kikusui 3                   | 15 e 16 de abril | 120            | 45             | 165              |
| Kikusui 4                   | 27 e 28 de abril | 65             | 50             | 115              |
| Kikusui 5                   | 3 e 4 de maio    | 75             | 50             | 125              |
| Kikusui 6                   | 10 e 11 de maio  | 70             | 80             | 150              |
| Kikusui 7                   | 24 e 25 de maio  | 65             | 100            | 165              |
| Kikusui 8                   | 27 e 28 de maio  | 60             | 50             | 110              |
| Kikusui 9                   | 3 e 7 de junho   | 20             | 30             | 50               |
| Kikusui 10                  | 21 e 22 de junho | 30             | 15             | 45               |
| Surtidas adicionais         | abril a junho    | 140            | 45             | 185              |
| Surtidas a partir de Taiwan | abril a junho    | 50             | 200            | 250              |
| Totais                      |                  | 1.050          | 850            | 1.900            |

### Eficácia dos ataques
A maioria das aeronaves kamikaze tinha uma probabilidade extremamente baixa de afundar um navio de guerra, mesmo se o atingissem. A munição transportada na aeronave, normalmente bombas de 250kg (550 lb), era pequena demais até mesmo para garantir que navios de guerra pequenos, como contratorpedeiros, afundassem, e era menos eficaz contra navios de guerra maiores, como cruzadores ou couraçados.
No total, a Marinha Imperial Japonesa realizou aproximadamente 64% do total de ataques kamikaze, e o Exército Imperial Japonês, os 36% restantes. Durante os dez meses de duração, as missões danificaram 48,1% de todos os navios de guerra dos Estados Unidos, e afundaram 21,3% das embarcações. Ao todo, as missões consumiram aproximadamente 2.500 aeronaves e tiraram a vida de 3.860 tripulantes, atingindo 474 navios aliados, o que representa uma taxa de eficácia por surtida de 18,6%. As baixas navais dos Estados Unidos, Austrália e Grã-Bretanha durante os ataques kamikaze chegaram a mais de 7.000 mortos.
Um estudo realizado pela Marinha dos Estados Unidos sobre a campanha de Okinawa concluiu que aproximadamente 10% das aeronaves kamikaze que partiram em surtida tiveram que retornar à base por falharem em localizar seu alvo. Aproximadamente metade delas foi abatida por patrulhas aéreas. Das que escaparam das patrulhas, cerca de um terço sobreviveram às baterias antiaéreas dos navios. No geral, as aeronaves kamikaze foram consideradas entre 7 e 10 vezes mais eficazes por surtida do que os ataques convencionais de aeronaves.
Uma avaliação da Marinha dos Estados Unidos realizada no pós-guerra concluiu que os ataques kamikazes, embora mais eficazes que os ataques que empregavam bombas comuns, demonstraram uma eficácia substancialmente menor do que os ataques com torpedos. Estudos posteriores também concluíram que as bombas trazidas a bordo pelos kamikaze não eram a principal causa de danos às embarcações que alvejavam, e sim os grandes incêndios causados devido às explosões de combustível aeronáutico.
| Arma                 | Embarcações requerendo reparo (%) | Semanas no estaleiro | Semanas fora de operação |
| -------------------- | --------------------------------- | -------------------- | ------------------------ |
| Bomba                | 40                                | 0,3                  | 0,7                      |
| Kamikaze             | 70                                | 1,8                  | 4,3                      |
| Torpedo de submarino | 100                               | 10                   | 12,4                     |
| Torpedo aéreo        | 100                               | 10                   | 17,5                     |